# Proven
Proven är en ort i Belgien.   Den ligger i provinsen Västflandern och regionen Flandern, i den västra delen av landet, 120 km väster om huvudstaden Bryssel. Proven ligger 12 meter över havet och antalet invånare är 1 394.
Terrängen runt Proven är platt, och sluttar norrut. Närmaste större samhälle är Poperinge, 6,3 km sydost om Proven.
Trakten runt Proven består till största delen av jordbruksmark. Runt Proven är det ganska tätbefolkat, med 192 invånare per kvadratkilometer.